# 時代廣場一號

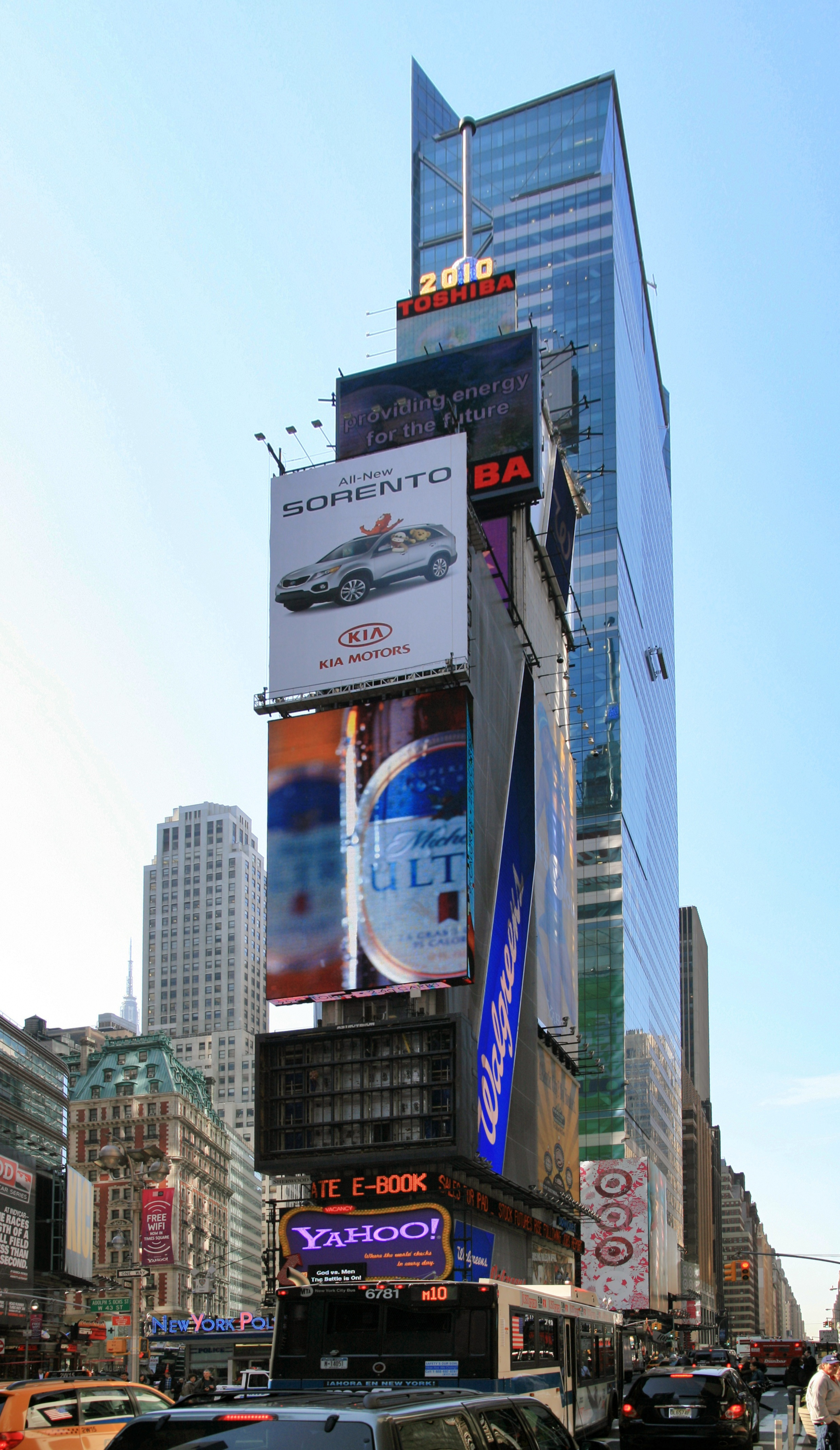

時代廣場一號（One Times Square），是一座有25層，高363-英尺-high（111-）的摩天大樓，由赛勒斯·L·W·艾德利茨（Cyrus L. W. Eidlitz）以新哥特式风格设计，位於42號街和百老匯的路口。這座建築被認為是世界上最具價值的廣告地點之一。最初的建築修建於1903年至1904年，當時是紐約時報的總部。1913年後，紐約時報總部遷至它地。作为《纽约时报》的总部。它占据了第七大道、第42街、百老汇和第43街围成的城市街区。大楼的设计在多年间经过了大量修改，所有原始的建筑细节均已被移除。《纽约时报大楼》主要的设计特色是其立面上的广告牌，这些广告牌是在1990年代添加的。由于其广告牌产生的大量收入，一时广场是世界上最有价值的广告位置之一。

## 外部連結
- https://www.nyc-architecture.com/MID/MID104.htm （页面存档备份，存于）